# Залізний кіготь
«Залізний кіготь» (The Iron Claw) — біографічна спортивна драма 2023 року режисера та сценариста Шона Даркіна про династію професійних борців Фон Еріхів, які несуть на собі «родове прокляття». У фільмі показана історія боротьбу синів Фріца фон Еріха за успіх на ринзі з 1979 року до початку 1990-х років, про стосунки в родині та сімейні трагедії.
У фільмі знялися Зак Ефрон у ролі Кевіна фон Еріха, а також Джеремі Аллен Вайт, Гарріс Дікінсон, Мора Тірні, Стенлі Сімонс, Голт Маккелені та Лілі Джеймс у ролі інших членів родини, назва фільму відсилає до коронного прийому фон Еріхів «залізний кіготь».
Прем'єра фільму відбулася в Техаському театрі в Далласі 8 листопада 2023 року. Він був випущений у Сполучених Штатах A24 22 грудня 2023 року та Lionsgate у Великій Британії 9 лютого 2024 року. Він зібрав понад 43 мільйони доларів, з бюджетом 15,9 мільйона і отримав позитивні відгуки критиків. Національна рада рецензій назвала його одним із 10 найкращих фільмів 2023 року.

## Акторський склад
- Зак Ефрон — Кевін фон Еріх, другий син Фріца фон Еріха
- Джеремі Аллен Вайт — Керрі фон Еріх, четвертий син Фріца
- Гарріс Дікінсон — Девід фон Еріх, третій син Фріца
- Мора Тірні — Доріс фон Еріх, дружина Фріца та мати його синів
- Стенлі Сімонс — Майк фон Еріх, молодший син Фріца
- Майкл Гарні — Білл Мерсер, коментатора професійної боротьби
- Голт Маккелені — Джек «Фріц» фон Еріх, батько Кевіна, Девіда, Керрі та Майка, власник WCCW, колишній рестлер
- Лілі Джеймс — Пем Едкіссон, подруга, а згодом і дружина Кевіна
- Максвелл Фрідман — Ленс фон Еріх, рестлер (у фільмі племінник Фріца, хоча насправді він не був родичем)
- Брейді Пірс — Майкл Гейз
- Аарон Дін Айзенберг — Рік Флер
- Кевін Антон — Гарлі Рейс
- Кейзі Луїс Серегіно — Брюзер Броуді
- Чаво Герреро молодший — Шейх
- Раян Немет — Джино Ернандес
- Скотт Іннес — ринг-анонсер